# Franz Burda junior
Franz Burda junior (jun., auch „der III.“; * 24. Mai 1932 in Offenburg; † 17. Januar 2017 ebenda) war ein deutscher Unternehmer und Miterbe des Millionenvermögens seines Vaters, des Verlegers Franz Burda senior („der II.“). Nachdem er mit Beteiligungen an Unternehmen unterschiedlicher Wirtschaftszweige wenig erfolgreich war, zog er sich Mitte der 1990er Jahre aus dem Geschäftsleben zurück.

## Leben
Franz Burda war der älteste der drei Söhne von Franz Burda und Aenne Burda. Er erhielt eine universelle Ausbildung im Druckereigewerbe, zunächst als Schriftsetzer und Drucker (Schweizerdegen), später als Tiefdrucker und Tiefdruckätzer. Von 1958 an war er im väterlichen Druckerei- und Verlagsunternehmen als Betriebsleiter tätig. Später, bis 1986, wurde er geschäftsführender Gesellschafter der Burda-Gruppe mit dem Geschäftsbereich Druck.
Franz Burda senior hatte sich 1985 aus dem Unternehmen zurückgezogen und es seinen drei Söhnen, Franz jun., Frieder (* 1936; † 2019) und Hubert (* 1940) übergeben. Nach seinem Tod 1986 einigten sich die drei Brüder auf eine Teilung des Erbes, von dem Hubert Burda das Kernunternehmen (Druckerei und Verlag) erhielt.
Die älteren Brüder Franz und Frieder erhielten die durchaus beträchtlichen Beteiligungen am Axel Springer Verlag, einer Papierfabrik in München sowie einer Druckerei in den USA und vereinigten diese in der F & F Burda Gesellschaft für Beteiligungen mbH & Co. Die Springer-Beteiligung verkauften sie später. Die aus diesem Erlös erworbenen Unternehmensanteile im Transport- und Logistikwesen waren wenig erfolgreich und wurden später – nach teilweise hohen Verlusten – wieder abgestoßen. 1994 übertrug Franz Burda auch seinen 25-prozentigen Anteil am Verlag seiner Mutter, der Aenne Burda KG, seinem Bruder Hubert.
Während sein Bruder Frieder nach seinem ebenfalls Mitte der 1990er Jahre vollzogenen Rückzug als Unternehmer vor allem als Kunstsammler bekannt wurde, trat Franz Burda seither kaum in der Öffentlichkeit auf.
Franz Burda war in zweiter Ehe seit 1987 verheiratet und hat aus erster Ehe einen Sohn (* 1959) und eine Tochter (* 1964). Er starb in seinem Haus in Offenburg.
Früher war Franz Burda auch an Technocell und Organocell und am ehemaligen Bayerischen Zellstoffwerk in Kelheim beteiligt.